# بيبيه وود
بيبيه وود (بالإنجليزية: Bebe Wood)‏ هي ممثلة أمريكية، ولدت في 2002 في كانساس سيتي في الولايات المتحدة.

## وصلات خارجية
- بيبيه وود على موقع IMDb (الإنجليزية)
- بيبيه وود على موقع ألو سيني (الفرنسية)
- بيبيه وود على موقع ميوزك برينز (الإنجليزية)
- بيبيه وود على موقع قاعدة بيانات الفيلم (الإنجليزية)